# 2015-ös Gold Coast-i műugró-Grand Prix-verseny
A Nemzetközi Úszószövetség (FINA) 2015-ben a 21. alkalommal rendezte meg október 29. és november 1. között a műugró-Grand Prix-versenysorozatot, melynek kilencedik és egyben utolsó állomása az ausztráliai Gold Coast volt.

## Eredmények

### Éremtáblázat
| #        | nemzet      | arany | ezüst | bronz | összesen |
| 1        | Kína        | 5     | 3     | 0     | 8        |
| 2        | Ausztrália  | 2     | 3     | 6     | 11       |
| 3        | Németország | 2     | 0     | 0     | 2        |
| 4        | Malajzia    | 1     | 2     | 3     | 6        |
| 5        | USA         | 0     | 1     | 1     | 2        |
| 6        | Kanada      | 0     | 1     | 0     | 1        |
| összesen | összesen    | 10    | 10    | 10    | 30       |

### Éremszerzők
| versenyszám          | arany                                             | ezüst                                               | bronz                              |
| férfiak              |                                                   |                                                     |                                    |
| 3 m                  | Huang Po-ven (Huang Bowen)                        | Joshua Kehagias                                     | Muhammad Syafiq Puteh              |
| 3 m szinkron         | Patrick Hausding / Stephan Feck                   | Michael Hixon / Darian Schmidt                      | Matthew Mitcham / Grant Nel        |
| 10 m                 | Huang Ce-kan (Huang Zigan)                        | Taj Hsziao-hu (Tai Xiaohu)                          | Chew Yiwei                         |
| 10 m szinkron        | Patrick Hausding / Sascha Klein                   | Cao Li-cse (Cao Lizhi) / Huang Ce-kan (Huang Zigan) | Domonic Bedggood / Matthew Mitcham |
| nők                  |                                                   |                                                     |                                    |
| 3 m                  | Vang Han (Wang Han)                               | Esther Qin                                          | Maddison Keeney                    |
| 3 m szinkron         | Esther Qin / Samantha Mills                       | Csü Lin (Qu Lin) / Vang Han (Wang Han)              | Maddison Keeney / Anabelle Smith   |
| 10 m                 | Csi Sze-jü (Ji Siyu)                              | Celina Toth                                         | Cheong Jun Hoong                   |
| 10 m szinkron        | Ting Ja-jing (Ding Yaying) / Csi Sze-jü (Ji Siyu) | Cheong Jun Hoong / Pandelela Rinong                 | Jessica Parratto / Amelia Cozad    |
| vegyes csapatverseny |                                                   |                                                     |                                    |
| 3 m szinkron         | Yan Yee Ng / Muhammad Syafiq Puteh                | Esther Qin / Matthew Mitcham                        | Joshua Kehagias / Anabelle Smith   |
| 10 m szinkron        | Nicholas Jeffree / Lara Tarvit                    | Chew Yiwei / Cheong Jun Hoong                       | Taneka Kovchenko / Kurtis Mathews  |

## A versenyen részt vevő nemzetek
A Grand Prix-n 9 nemzet 62 sportolója – 28 férfi és 34 nő – vett részt, az alábbi megbontásban:
| Részt vevő nemzetek férfi / nő megbontásban | Részt vevő nemzetek férfi / nő megbontásban | Részt vevő nemzetek férfi / nő megbontásban | Részt vevő nemzetek férfi / nő megbontásban | Részt vevő nemzetek férfi / nő megbontásban | Részt vevő nemzetek férfi / nő megbontásban | Részt vevő nemzetek férfi / nő megbontásban | Részt vevő nemzetek férfi / nő megbontásban | Részt vevő nemzetek férfi / nő megbontásban |
| ------------------------------------------- | ------------------------------------------- | ------------------------------------------- | ------------------------------------------- | ------------------------------------------- | ------------------------------------------- | ------------------------------------------- | ------------------------------------------- | ------------------------------------------- |
| nemzet                                      | F                                           | N                                           | nemzet                                      | F                                           | N                                           | nemzet                                      | F                                           | N                                           |
| Ausztrália                                  | 7                                           | 12                                          | Kína                                        | 4                                           | 4                                           | Németország                                 | 3                                           | 4                                           |
| Indonézia                                   | 4                                           | 2                                           | Lengyelország                               | 2                                           | 0                                           | Norvégia                                    | 1                                           | 0                                           |
| Kanada                                      | 2                                           | 3                                           | Malajzia                                    | 3                                           | 4                                           | USA                                         | 2                                           | 5                                           |

F = férfi, N = nő

## Versenyszámok

### Férfiak

#### 3 méteres műugrás
| #  | Ország        | Név                        | Selejtező | Selejtező | Középdöntő | Középdöntő | Középdöntő | Középdöntő | Döntő   | Döntő  |
| #  | Ország        | Név                        | Selejtező | Selejtező | A          | A          | B          | B          | Döntő   | Döntő  |
| #  | Ország        | Név                        | Rangsor   | Pontok    | Rangsor    | Pontok     | Rangsor    | Pontok     | Rangsor | Pontok |
| -- | ------------- | -------------------------- | --------- | --------- | ---------- | ---------- | ---------- | ---------- | ------- | ------ |
|    | Kína          | Huang Po-ven (Huang Bowen) | 1         | 424,65    |            |            | 1          | 439,35     | 1       | 458,80 |
|    | Ausztrália    | Joshua Kehagias            | 5         | 392,70    |            |            | 3          | 394,50     | 2       | 444,15 |
|    | Malajzia      | Muhammad Syafiq Puteh      | 11        | 310,10    |            |            | 4          | 390,15     | 3       | 416,20 |
| 4  | Ausztrália    | Matthew Mitcham            | 6         | 390,80    | 1          | 410,25     |            |            | 4       | 400,15 |
| 5  | USA           | Darian Schmidt             | 3         | 400,80    |            |            | 2          | 435,70     | 5       | 362,25 |
| 6  | USA           | Michael Hixon              | 4         | 398,00    | 2          | 406,10     |            |            | 6       | 359,30 |
|    |               |                            |           |           |            |            |            |            |         |        |
| 7  | Malajzia      | Ahmad Amsyar Azman         | 12        | 293,00    | 3          | 386,50     |            |            |         |        |
| 8  | Kanada        | Jamie Bissett              | 2         | 401,95    | 4          | 385,65     |            |            |         |        |
| 9  | Németország   | Stephan Feck               | 7         | 369,40    |            |            | 5          | 370,85     |         |        |
| 10 | Lengyelország | Kacper Lesiak              | 10        | 314,65    | 5          | 364,25     |            |            |         |        |
| 11 | Norvégia      | Espen Valheim              | 8         | 352,20    | 6          | 354,05     |            |            |         |        |
| 12 | Lengyelország | Andrzej Rzeszutek          | 9         | 329,50    |            |            | 6          | 320,70     |         |        |
|    |               |                            |           |           |            |            |            |            |         |        |
| 13 | Ausztrália    | Matthew Carter             | 13        | 282,90    |            |            |            |            |         |        |
| 14 | Kanada        | Cody Yano                  | 14        | 255,25    |            |            |            |            |         |        |
| 15 | Ausztrália    | Kurtis Mathews             | 15        | 251,00    |            |            |            |            |         |        |

#### 3 méteres szinkronugrás
| # | Ország        | Név                                          | Pontok |
| - | ------------- | -------------------------------------------- | ------ |
|   | Németország   | Patrick Hausding / Stephan Feck              | 396,12 |
|   | USA           | Michael Hixon / Darian Schmidt               | 376,74 |
|   | Ausztrália    | Matthew Mitcham / Grant Nel                  | 373,41 |
| 4 | Malajzia      | Chew Yiwei / Ahmad Amsyar Azman              | 366,06 |
| 5 | Lengyelország | Kacper Lesiak / Andrzej Rzeszutek            | 365,49 |
| 6 | Indonézia     | Aldinsyah Putra Rafi / Tri Anggoro Priambodo | 260,70 |

#### 10 méteres toronyugrás
| # | Ország     | Név                        | Selejtező | Selejtező | Középdöntő | Középdöntő | Középdöntő | Középdöntő | Döntő   | Döntő  |
| # | Ország     | Név                        | Selejtező | Selejtező | A          | A          | B          | B          | Döntő   | Döntő  |
| # | Ország     | Név                        | Rangsor   | Pontok    | Rangsor    | Pontok     | Rangsor    | Pontok     | Rangsor | Pontok |
| - | ---------- | -------------------------- | --------- | --------- | ---------- | ---------- | ---------- | ---------- | ------- | ------ |
|   | Kína       | Huang Ce-kan (Huang Zigan) | 2         | 426,45    | 1          | 442,65     |            |            | 1       | 511,70 |
|   | Kína       | Taj Hsziao-hu (Tai Xiaohu) | 1         | 461,55    |            |            | 1          | 454,25     | 2       | 511,65 |
|   | Malajzia   | Chew Yiwei                 | 4         | 365,55    | 2          | 390,05     |            |            | 3       | 401,35 |
| 4 | Norvégia   | Espen Valheim              | 3         | 371,05    |            |            | 3          | 342,75     | 4       | 400,10 |
| 5 | Ausztrália | Nicholas Jeffree           | 5         | 321,00    |            |            | 2          | 372,55     | 5       | 359,65 |
| 6 | Ausztrália | Kurtis Mathews             | 6         | 310,35    | 3          | 351,50     |            |            |         |        |

#### 10 méteres szinkronugrás
| # | Ország      | Név                                                 | Pontok |
| - | ----------- | --------------------------------------------------- | ------ |
|   | Németország | Patrick Hausding / Sascha Klein                     | 430,62 |
|   | Kína        | Cao Li-cse (Cao Lizhi) / Huang Ce-kan (Huang Zigan) | 414,60 |
|   | Ausztrália  | Domonic Bedggood / Matthew Mitcham                  | 398,46 |
| 4 | Indonézia   | Adityo Restu Putra / Andriyan Andriyan              | 330,99 |

### Nők

#### 3 méteres műugrás
| #  | Ország      | Név                       | Selejtező | Selejtező | Középdöntő | Középdöntő | Középdöntő | Középdöntő | Döntő   | Döntő  |
| #  | Ország      | Név                       | Selejtező | Selejtező | A          | A          | B          | B          | Döntő   | Döntő  |
| #  | Ország      | Név                       | Rangsor   | Pontok    | Rangsor    | Pontok     | Rangsor    | Pontok     | Rangsor | Pontok |
| -- | ----------- | ------------------------- | --------- | --------- | ---------- | ---------- | ---------- | ---------- | ------- | ------ |
|    | Kína        | Vang Han (Wang Han)       | 1         | 309,55    |            |            | 1          | 350,15     | 1       | 339,70 |
|    | Ausztrália  | Esther Qin                | 3         | 296,40    |            |            | 2          | 342,35     | 2       | 319,55 |
|    | Ausztrália  | Maddison Keeney           | 5         | 291,55    |            |            | 3          | 331,05     | 3       | 302,45 |
| 4  | Malajzia    | Nurdabitah Sabri          | 4         | 291,65    | 4          | 274,90     |            |            | 4       | 296,10 |
| 5  | Kína        | Csü Lin (Qu Lin)          | 2         | 309,20    | 1          | 301,85     |            |            | 5       | 291,75 |
| 6  | Németország | Nora Subschinski          | 9         | 286,95    | 2          | 300,35     |            |            | 6       | 269,85 |
|    |             |                           |           |           |            |            |            |            |         |        |
| 7  | USA         | Laura Ryan                | 8         | 288,20    |            |            | 4          | 314,10     |         |        |
| 8  | USA         | Deidre Freeman            | 10        | 265,35    |            |            | 5          | 306,30     |         |        |
| 9  | Malajzia    | Yan Yee Ng                | 6         | 290,10    | 3          | 284,10     |            |            |         |        |
| 10 | Kanada      | Frédérique Lalonde        | 11        | 246,10    | 5          | 263,00     |            |            |         |        |
| 11 | Indonézia   | Sari Ambarwati Suprihatin | 13        | 182,45    |            |            | 6          | 188,35     |         |        |
| 12 | Indonézia   | Linadini Yasmin           | 14        | 181,65    | 6          | 175,45     |            |            |         |        |
|    |             |                           |           |           |            |            |            |            |         |        |
| 13 | Ausztrália  | Anabelle Smith            | 7         | 288,60    |            |            |            |            |         |        |
| 14 | Ausztrália  | Georgia Sheehan           | 12        | 244,20    |            |            |            |            |         |        |

#### 3 méteres szinkronugrás
| # | Ország      | Név                                    | Pontok |
| - | ----------- | -------------------------------------- | ------ |
|   | Ausztrália  | Esther Qin / Samantha Mills            | 310,80 |
|   | Kína        | Csü Lin (Qu Lin) / Vang Han (Wang Han) | 309,30 |
|   | Ausztrália  | Maddison Keeney / Anabelle Smith       | 294,18 |
| 4 | Malajzia    | Nurdabitah Sabri / Yan Yee Ng          | 292,08 |
| 5 | USA         | Maren Taylor / Deidre Freeman          | 281,70 |
| 6 | Németország | Nora Subschinski / Tina Punzel         | 261,30 |

#### 10 méteres toronyugrás
| #  | Ország      | Név                        | Selejtező | Selejtező | Középdöntő | Középdöntő | Középdöntő | Középdöntő | Döntő   | Döntő  |
| #  | Ország      | Név                        | Selejtező | Selejtező | A          | A          | B          | B          | Döntő   | Döntő  |
| #  | Ország      | Név                        | Rangsor   | Pontok    | Rangsor    | Pontok     | Rangsor    | Pontok     | Rangsor | Pontok |
| -- | ----------- | -------------------------- | --------- | --------- | ---------- | ---------- | ---------- | ---------- | ------- | ------ |
|    | Kína        | Csi Sze-jü (Ji Siyu)       | 1         | 357,55    |            |            | 1          | 392,50     | 1       | 368,05 |
|    | Kanada      | Celina Toth                | 3         | 320,55    |            |            | 3          | 316,10     | 2       | 319,65 |
|    | Malajzia    | Cheong Jun Hoong           | 4         | 307,40    | 3          | 306,20     |            |            | 3       | 310,85 |
| 4  | Kína        | Ting Ja-jing (Ding Yaying) | 2         | 332,85    | 1          | 329,40     |            |            | 4       | 295,75 |
| 5  | USA         | Amelia Cozad               | 6         | 293,10    | 2          | 307,85     |            |            | 5       | 295,50 |
| 6  | Ausztrália  | Melissa Wu                 | 5         | 302,10    |            |            | 2          | 316,50     | 6       | 290,10 |
|    |             |                            |           |           |            |            |            |            |         |        |
| 7  | Németország | Maria Kurjo                | 8         | 282,85    | 4          | 304,70     |            |            |         |        |
| 8  | Ausztrália  | Brittany Broben            | 7         | 288,15    |            |            | 4          | 297,75     |         |        |
| 9  | USA         | Jessica Parratto           | 10        | 251,45    | 5          | 266,60     |            |            |         |        |
| 10 | Kanada      | Eloise Belanger            | 9         | 258,65    |            |            | 5          | 259,05     |         |        |
|    |             |                            |           |           |            |            |            |            |         |        |
| 11 | Ausztrália  | Teju Williamson            | 11        | 251,15    |            |            |            |            |         |        |
| 12 | Ausztrália  | Emily Meaney               | 12        | 250,35    |            |            |            |            |         |        |

#### 10 méteres szinkronugrás
| # | Ország      | Név                                               | Pontok |
| - | ----------- | ------------------------------------------------- | ------ |
|   | Kína        | Ting Ja-jing (Ding Yaying) / Csi Sze-jü (Ji Siyu) | 330,84 |
|   | Malajzia    | Cheong Jun Hoong / Pandelela Rinong               | 312,72 |
|   | USA         | Jessica Parratto / Amelia Cozad                   | 279,90 |
| 4 | Ausztrália  | Annarose Keating / Emily Meaney                   | 276,72 |
| 5 | Németország | Christina Wassen / Tina Punzel                    | 249,30 |

### Vegyes csapatverseny

#### Vegyes 3 méteres szinkronugrás
| # | Ország     | Név                                           | Pontok |
| - | ---------- | --------------------------------------------- | ------ |
|   | Malajzia   | Yan Yee Ng / Muhammad Syafiq Puteh            | 297,00 |
|   | Ausztrália | Esther Qin / Matthew Mitcham                  | 287,70 |
|   | Ausztrália | Joshua Kehagias / Anabelle Smith              | 275,10 |
| 4 | Indonézia  | Sari Ambarwati Suprihatin / Andriyan Andriyan | 226,95 |

#### Vegyes 10 méteres szinkronugrás
| # | Ország     | Név                               | Pontok |
| - | ---------- | --------------------------------- | ------ |
|   | Ausztrália | Nicholas Jeffree / Lara Tarvit    | 274,32 |
|   | Malajzia   | Chew Yiwei / Cheong Jun Hoong     | 271,86 |
|   | Ausztrália | Taneka Kovchenko / Kurtis Mathews | 257,10 |